# Campoplex helveticus
Campoplex helveticus är en stekelart som beskrevs av Horstmann 1985. Campoplex helveticus ingår i släktet Campoplex och familjen brokparasitsteklar. Inga underarter finns listade.